# دارسي روبرتسون
دارسي روبرتسون هي لاعبة كرلنغ كندية، ولدت في 13 مارس 1965 في وينيبيغ في كندا.

## وصلات خارجية
- دارسي روبرتسون على موقع الاتحاد الدولي للكرلنغ (الإنجليزية)